# Pere Maria Orts i Bosch
Pere Maria Orts i Bosch (* 5. Juli 1921 in Valencia; † 26. Februar 2015 ebenda) war ein valencianischer Schriftsteller, Historiker, Forscher, Heraldiker und Kunstsammler. Er war Mitglied der Valencianischen Akademie der Sprache. Man verlieh ihm 2006 die höchste Auszeichnung der Generalitat Valenciana (valencianische regionale Regierung).

## Leben
Er besuchte das Gymnasium der Piaristen in Valencia. Obwohl er Rechtsabsolvent an der Universität Valencia 1945 wurde, und obwohl sein Großvater Pere Maria Orts i Berdin (1839) Richter vom Obergericht von Valencia war, arbeitete er niemals als Jurist.
Als er 45 Jahre alt war, zog Orts nach Benidorm um, wo seine väterliche Familie lebte. Sein Ziel war die Erforschung von Themen, die sich direkt mit der Gegend von la Marina (Marina Alta und Marina Baixa) befassten. Er hoffte auf die Entdeckung von Dokumenten und Kunstwerken aus dem alten Königreich Valencia. Er wünschte sich, das alte valencianische Patrimonium und Teile seiner verlorenen Geschichte zu vervollständigen. Als Mäzen vergrößerte er das Vermögen seiner Familie mit dem Ankauf verschiedener Kunstwerke. Er suchte besondere Objekte in Bibliotheken, Archiven und Museen außerhalb der Region Valencia. Am Ende seines Lebens schenkte er etlichen valencianischen öffentlichen Institutionen diese große Kunstsammlung.

### Vermächtnisse
- Valencianische Bibliothek: mehr als 11.000 Bände, einschließlich 13 Inkunabeln.
- Museum der schönen Künste von Valencia: 229 Gemälde vom Trecento bis zum 20. Jahrhundert.  10 Skulpturen, Porzellane der Gesellschaft aus Indien, Glas aus Murano, und 69 Stücke Keramik aus Spanien (Manises, Talavera, l'Alcora und Ribesalbes) und anderen Ländern (China, Japan und Frankreich).

Unter seinen anderen Zuwendungen gab es 3 Bildteppiche, 7 Kelche, verschiedene Kronleuchter, 9 Möbelstücke, und sogar einen silbernen Schreibtisch.

## Werke (Auswahl)
Aus den von Orts selbst geschriebenen Büchern und Artikeln können diese hervorgehoben werden:

### In katalanischer Sprache
- Arribada d'una imatge de la Verge a Benidorm (1972).
- Introducció a la història de la Vila-Joiosa i el notari Andreu Mayor (1972).
- L'almirall Bernat de Sarrià i la Carta de Poblament de Benidorm (1976).
- Història de la Senyera al País Valencià (1979).[3]
- Carta Pobla de Benidorm (1987).
- Carta Pobla d'Altea (1988).
- Carta Pobla de la Núcia (1989).
- Notes sobre certs topònims valencians en el Llibre dels fets del rei En Jaume (1994). Artikel von Saitabi (Zeitschrift der Fakultät von Geographie und Geschichte der Universität Valencia).

### In spanischer Sprache
- Una imagen de la Virgen en Benidorm (1965).
- Alicante, notas históricas (1373–1800) (1971).
- Regalismo en el siglo XVI. Sus implicaciones políticas en la Diputación de Valencia (1971).
- Los Borja: de Xàtiva a Roma. Notas acerca del origen y ascenso de los Borja (1995).

Außerdem schrieb er viele Artikel über die Geschichte von Benidorm und die Toponymie der Marina Baixa in der Zeitschrift der Feste von Benidorm. Er schrieb auch diverse Vorworte für andere Bücher und Artikel für Anthologien. Er arbeitete auch an Studien über Genealogie und Heraldik für die Große Enzyklopädie des valencianischen Landes (1972–1977) mit.

## Auszeichnungen und Anerkennungen
- Offizieller Chronist und Ehrenbürger von Benidorm (23. Dezember 1985).
- Ehrenauszeichnung der valencianischen Schriftsteller (1996).
- Ehrenakademiker der Real Academia de Bellas Artes de San Carlos de Valencia seit 1999.
- Ehrenbürger und Goldene Medaille von Valencia.
- Höchste Auszeichnung der Generalitat Valenciana (2006).
- Kulturelle Auszeichnung von Benidorm (9. Oktober 2008)

## Stellen
- Mitglied der Geschäftsführung vom Museum der schönen Künste von Valencia (2001).
- Mitglied der valencianischen Akademie der Sprache (2001).
- Mitglied der Ratsversammlung von Bibliotheken der Erziehungsabteilung der Generalitat Valenciana seit 1987.
- Berater der Kommission für Stipendien für Untersuchung der valencianischen Kultur 2000, 2003 und 2007.
- Preisgericht der Alfons el Magnànim-Gedichtpreise auf Valencianisch (2003).